# Дмитро Коренюк
Дмитро Коренюк (11 липня 1951 р., с. Бистрий Марамороського повіту, Румунія) — український громадський діяч Румунії, гуцульський гуморист і фольклорист.

## Життєпис
Народився 11 липня 1951 року в українському гуцульському селі Бистрий Марамороського повіту, Румунія.
1966—1971 — навчався в сільськогосподарській школі Сату Маре.
1972—1975 — навчався на факультеті фізичного виховання в Яссі (Молдова) в Університеті (Universitatea AL. I. Cuza).
Професійно займався волейболом, грав за команди міст Сату Маре (Olimpia Satu Mare) та Байя Маре (Explorări Baia Mare).
1975-2018 - вчитель (професор) музики і фізичної культури, директор (2000—2006) Бистринської загальноосвітної школи.
1990—1996 — примар (голова)  гміни Бистрий.
Засновник і голова першого в Румунії Гуцульського культурно-спортивного товариства (2004).
Художній керівник молодіжного ансамблю «Веселі гуцулята» (Huțulii Veseli). Колектив став володарем Гран-прі на першому  міжнародному гуцульському фестивалі у 1991 році. Компакт-диск ансамблю став  популярним серед українського населення.
Співорганізатор разом з Ярославою Колотило   у с. Бистрому щорічного з 2003 року  весняного вівчарського свята «Гуцульська Міра», приуроченого виходу на полонину.
Друкуватися почав у 1996 р. в україномовних газетах та журналах: «Наш голос», «Вільне слово», «Український вісник» (Бухарест), а також в українських журналах «Гуцульський калєндар», «Гражда» і «Карпати». Публікував вірші румунською мовою в газетах «Curierul Ucrainean» і «Graiul Maramureșului». 
Твори Д.Коренюка перекладено румунською та  угорською мовами. Як автор-гуморист-виконавець виступав на фестивальних сценах Румунії, України, Польщі та США.
Видав три збірки гуморесок на гуцульському діалекті рідного села.

## Відзнаки
- Медаль-відзнака «Патріот Гуцульщини» (2015).
- Медаль «За відродження України» (2016).
- Переможець і призер гумористичних фестивалів «Бербениця фіглів».